# Etyka troski
Etyka troski – rozwinięte w ramach feminizmu stanowisko etyki relacyjnej, które – w przeciwieństwie do wielu klasycznych etyk – za podstawę ludzkiej egzystencji i punkt wyjścia dla rozważań etycznych przyjmuje opartą na trosce relację między dwiema istotami ludzkimi, a nie indywidualną świadomość podmiotu moralnego.

## Etyka troski Carol Gilligan
Temat etyki troski pojawił się w szerszym obiegu wraz z książką In A Different Voice (1982), autorstwa Carol Gilligan, która zwróciła uwagę na szczególny sposób traktowania problemów moralnych przez kobiety. Przeciwstawiała się ona psychologii rozwojowej Lawrence'a Kohlberga, wedle której mężczyźni częściej osiągali wyższe stadia rozwoju moralnego. Gilligan zwróciła uwagę, że badania Kohlberga nastawione były na męskie wartości, a nie, jak twierdził Kohlberg, na wartości uniwersalne i przeciwstawiła im alternatywną etykę troski.
Jako teoria normatywna etyka troski została rozwinięta przez amerykańską filozofkę i feministkę Nel Noddings.

## Etyka troski Nel Noddings
Zdaniem Noddings nasze zainteresowanie moralnością ma źródło w impulsach i pragnieniach, których naturalnym żywiołem są relacje z innymi ludźmi. Ponieważ to relacja określa tożsamość człowieka i stanowi podstawowy punkt odniesienia dla ludzkiej egzystencji, jakość relacji musi znaleźć się w centrum rozważań etycznych. Tym, co świadomie albo nie postrzegamy jako "dobre", jest według Noddings relacja naturalnej troski, której źródło możemy odnaleźć w życiu biologicznym. Strukturę takiej relacji najlepiej odzwierciedla relacja matka-dziecko. Postawę osoby troszczącej się (ang. one-caring) charakteryzuje "pochłonięcie" (ang. engrossment) oraz "przemieszczenie motywacji" (ang. displacement of motivation). Osoba będąca obiektem troski (ang. cared-for) ma swój wkład w akt troski (a przez to w samą relację), jeżeli ten akt rozpoznaje i adekwatnie nań reaguje. Ta adekwatna reakcja nie polega na odwzajemnieniu troski, ale na jej dostrzeżeniu i ufnym przyjęciu. Istota sytuacji biorcy sprawia, że relacja troski naznaczona jest nierównością. Jest to jednak asymetria strukturalna, wynikająca z natury samego aktu troski, nie zaś klasyczna relacja władzy, w której jedna strona wykorzystuje drugą. Noddings podkreśla, że nie chodzi jej o to, że każda dobra relacja ma naśladować relację matka-dziecko. W dojrzałej relacji pomiędzy dwiema dorosłymi osobami raz jedna, raz druga strona staje się dawcą troski. Nie ma czegoś takiego jak kontinuum troski w relacji – są tylko poszczególne akty troski, będące odpowiedzią na konkretne potrzeby drugiego człowieka.
Troska etyczna powstaje jako rezultat refleksji nad naszym doświadczeniem troski (zarówno w roli biorców jak i dawców). Źródłem poczucia powinności moralnej jest szczególna wartość przypisywana relacjom międzyludzkim. Mamy żyć moralnie, ponieważ chcemy być moralni – chcemy pielęgnować i umacniać naturalną postawę troski, bo chcemy pielęgnować i umacniać nasze dobre relacje z ludźmi. Troska etyczna jest zależna, a nie "lepsza" od naturalnej troski. W doświadczeniu troski rodzi się i umacnia nasz ideał etyczny. Idealne "Ja etyczne" staje się przedmiotem naszej troski o samych siebie. Do tego ideału odwołuje się osoba troskliwa w chwilach, kiedy jej wewnętrzne "muszę", będące empatyczną odpowiedzią na czyjąś potrzebę, napotyka egoistyczny opór przed działaniem.
Kryterium oceny moralnej czynu nie jest żadna uniwersalna zasada, tylko konkretne reakcje osób, których ten czyn dotyczy. To różni etykę troski od większości klasycznych teorii moralności (np. od etyki kantowskiej, etyki chrześcijańskiej, czy utylitaryzmu). Istotny jest również nacisk kładziony na motywację etyczną. Etyka troski to pragmatyczny naturalizm, w dużej mierze inspirowany instrumentalizmem Johna Deweya. Źródło motywacji etycznej widzi ona w naturalnych afektach, a nie w abstrakcyjnych rozumowaniach. Racjonalność jest według Noddings bardzo ważnym elementem życia moralnego, ale ma ona charakter czysto instrumentalny. Gdy stajemy w obliczu wyboru moralnego, nie chodzi o to, by odnaleźć właściwą uniwersalną regułę, obowiązującą wszystkich, którzy znajdą się w podobnych okolicznościach. Osoba troskliwa wie, że okoliczności nigdy nie są wystarczająco podobne.

## Etyka troski Joan Claire Tronto
Według amerykańskiej politolożki Joan Claire Tronto, do której najczęściej odwołują się ekonomistki feministyczne, etyka troski związana jest z pewnym „zespołem wrażliwości, który powinna rozwinąć każda moralnie dojrzała osoba”. Rozwija ona myśl Carol Gilligan, wskazując, że wrażliwość tę można kształtować poprzez z jednej strony opiekowanie się innymi, jak i doświadczanie opieki innych nad sobą. Postrzega ona opiekę jako proces, na który składają się cztery fazy, którym towarzyszą konkretne cechy: troska i uważność; opieka i odpowiedzialność; opieka i kompetencje; przyjmowanie opieki i responsywność. Idealnie, gdyby opieka zachodziła w sposób holistyczny. Tronto wskazuje także na centralne punkty, wokół których skupiona jest dyskusja moralna i polityczna nad pojęciami związanymi z etyką troski, są to: pełne zestawienie ludzkich potrzeb; szczegółowa analiza czterech wymienionych faz opieki; analiza relacji władzy towarzyszącej świadczeniu/przyjmowaniu opieki; oraz czy proces opieki jest pełny, czy pozostaje niekompletny. Tronto w swoich pracach porusza również takie zagadnienia jak globalna etyka troski (migracje, drenowanie krajów z opieki), odpowiedzialność w relacjach, które opieka tworzy, czy limitów opieki.